# 東門前站

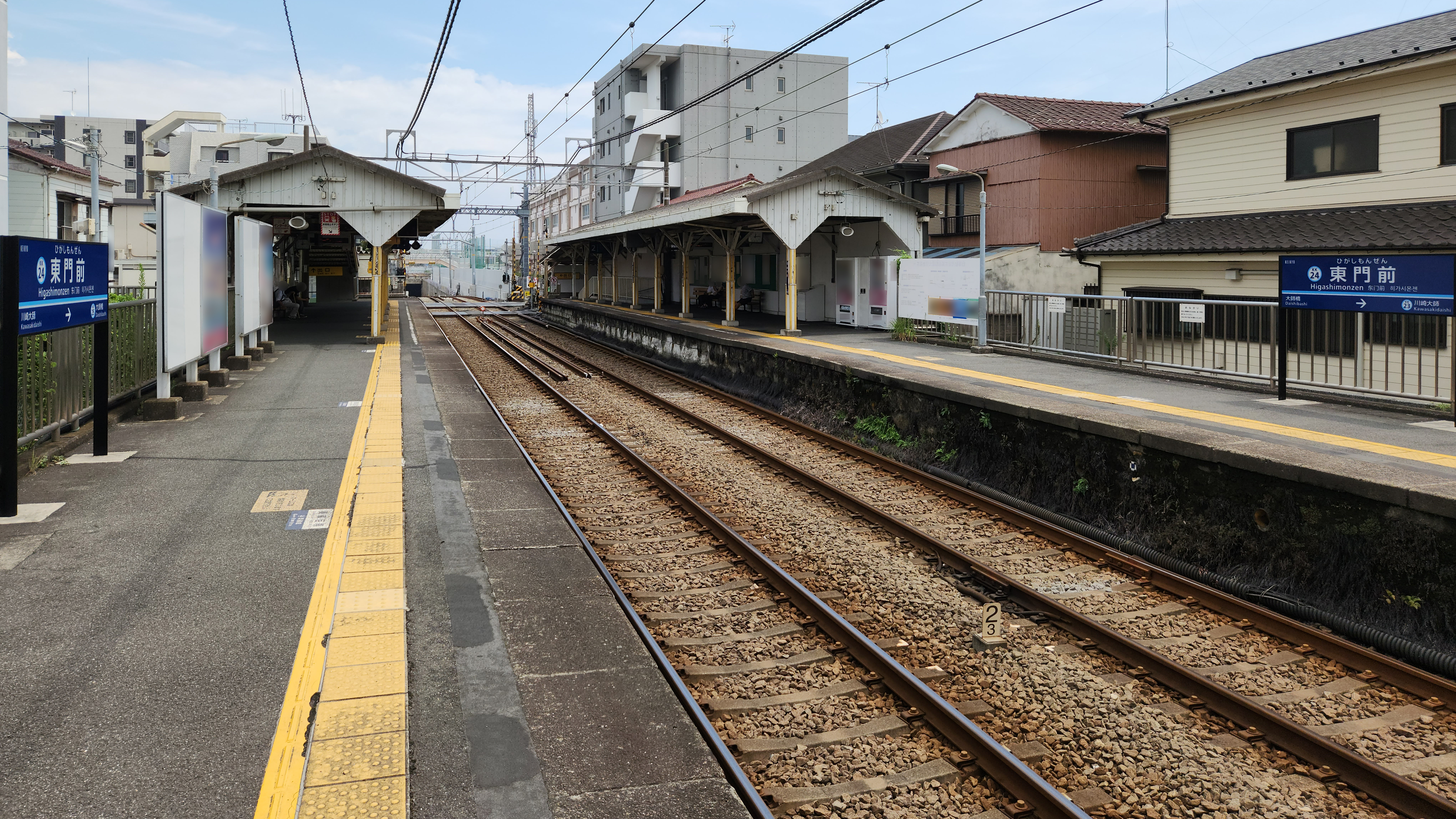
月台（2023年8月）

東門前站（日语：／ Higashimonzen eki */?）是位於日本神奈川縣川崎市川崎區，屬於京濱急行電鐵大師線的鐵路車站。車站編號是KK24。

## 年表
- 1925年（大正14年）8月15日 -  海岸電氣軌道車站啟用。
- 1937年（昭和12年）12月1日 - 車站停用。
- 1944年（昭和19年）6月1日 - 以東京急行電鐵（大東急）車站重新啟用。
- 1948年（昭和23年）6月1日 - 成為京濱急行電鐵車站。
- 2023年（令和5年）度 - 預定地下化[2]。

## 車站構造
側式月台2面2線地面車站。月台間無天橋，小島新田方向有站內平交道。
車站下方有地下道。
| 月台 | 路線   | 方向 | 目的地                 |
| ---- | ------ | ---- | ---------------------- |
| 1    | 大師線 | 下行 | 小島新田方向           |
| 2    | 大師線 | 上行 | 川崎大師、京急川崎方向 |

## 使用情況
2016年度1日平均上下車人次為12,611人。
近年1日平均上下、上車人次如下表。
| 年度               | 1日平均 上下車人次 | 1日平均 上車人次 |
| ------------------ | ------------------ | ---------------- |
| 1995年（平成07年） |                    | 3,952            |
| 1996年（平成08年） |                    | 3,724            |
| 1997年（平成09年） |                    | 3,677            |
| 1998年（平成10年） |                    | 3,700            |
| 1999年（平成11年） |                    | 3,672            |
| 2000年（平成12年） |                    | 3,644            |
| 2001年（平成13年） |                    | 3,686            |
| 2002年（平成14年） | 6,988              | 3,560            |
| 2003年（平成15年） | 6,712              | 3,371            |
| 2004年（平成16年） | 6,439              | 3,181            |
| 2005年（平成17年） | 6,548              | 3,228            |
| 2006年（平成18年） | 6,895              | 3,358            |
| 2007年（平成19年） | 7,778              | 3,834            |
| 2008年（平成20年） | 8,924              | 4,277            |
| 2009年（平成21年） | 10,268             | 5,067            |
| 2010年（平成22年） | 11,208             | 5,561            |
| 2011年（平成23年） | 11,442             | 5,685            |
| 2012年（平成24年） | 11,626             | 5,822            |
| 2013年（平成25年） | 12,001             | 5,916            |
| 2014年（平成26年） | 12,186             | 6,079            |
| 2015年（平成27年） | 12,506             |                  |
| 2016年（平成28年） | 12,611             |                  |

## 車站周邊
周邊為住宅區。川崎大師（平間寺）在步行圈內（約10分），雖然比從川崎大師站前往的時間較久（約5分），但新年參拜等人潮較多的時候，仍有乘客選擇從本站前往。
本站步行2分鐘左右的國道409號北側在2005年至2010年進行大型公寓群建設。
- 國道409號（日语：国道409号）
- 川崎大師自動車交通安全祈禱殿
- 大師公園（日语：大師公園）
- 川崎區役所大師支所
- 川崎市立東門前小學校
- 川崎市立大師小學校
- 川崎大師郵局
- 川崎昭和郵局
- Home's（日语：島忠）川崎大師店
- 小松教習所神奈川中心

### 巴士路線
步行3分的國道409號上有「小松製作所前」巴士站，可搭乘川崎鶴見臨港巴士2系統（快速 浮島橋系統、川01系統）。川01系統平日2僅有兩班往返。

## 站名由來
因位於平間寺（川崎大師）東門前（實際在東北方）而命名。

## 相鄰車站
京濱急行電鐵
 大師線
川崎大師（KK23）－東門前（KK24）－大師橋（KK25）

## 外部連結
- 東門前站（各站資訊） - 京濱急行電鐵